# Nanako
Nanako (jap. ななこ, ナナコ) – żeńskie imię japońskie.

## Możliwa pisownia
Nanako można zapisać, używając wielu różnych znaków kanji i może znaczyć m.in.:
- 奈々子, „Nara, znak powtórzenia kanji, dziecko”
- 菜々子, „warzywa, znak powtórzenia kanji, dziecko”
- 奈那子

## Znane osoby
- Nanako Matsushima (菜々子), japońska aktorka
- Nanako Takushi (奈々子), japońska piosenkarka popowa

## Fikcyjne postacie
- Nanako Dojima (菜々子), bohaterka serii Persona 4
- Nanako Itagaki (菜々子), bohaterka mangi i anime Hajime no Ippo
- Nanako Kuroi (ななこ), bohaterka mangi i anime Lucky Star
- Nanako Meino (菜々子), postać z mangi i anime The Prince of Tennis
- Nanako Misonoo (奈々子), główna bohaterka mangi i anime Mój drogi bracie...
- Nanako Mizuki (ななこ), bohaterka mangi i anime Great Teacher Onizuka
- Nanako Ōhara (ななこ), bohaterka mangi i anime Crayon Shin-chan